# Palestine (Texas)
Palestine é uma cidade localizada no estado norte-americano de Texas, no Condado de Anderson.

## Demografia
Segundo o censo norte-americano de 2000, a sua população era de 17.598 habitantes.
Em 2006, foi estimada uma população de 18.166, um aumento de 568 (3.2%).

## Geografia
De acordo com o United States Census Bureau tem uma área de
46,3 km², dos quais 45,8 km² cobertos por terra e 0,5 km² cobertos por água.

## Localidades na vizinhança
O diagrama seguinte representa as localidades num raio de 36 km ao redor de Palestine.